# Caracal (album)
Caracal è il secondo album in studio del duo di produttori discografici britannici Disclosure, pubblicato nel settembre 2015.

## Tracce
1. Nocturnal (feat. The Weeknd) – 6:44
2. Omen (feat. Sam Smith) – 3:50
3. Holding On (feat. Gregory Porter) – 5:15
4. Hourglass (feat. Lion Babe) – 5:24
5. Willing and Able (feat. Kwabs) – 4:52
6. Magnets (feat. Lorde) – 3:19
7. Jaded – 4:33
8. Good Intentions (feat. Miguel) – 4:42
9. Superego (feat. Nao) – 4:33
10. Echoes – 5:09
11. Masterpiece (feat. Jordan Rakei) – 4:01

Tracce bonus nell'edizione deluxe
1. Molecules – 3:56
2. Moving Mountains (feat. Brendan Reilly) – 5:35
3. Afterthought – 5:20